# 甲磺酸钡
甲磺酸钡是一种化合物，化学式为Ba(CH3SO3)2，是正交晶系的晶体。它可由氧化钡（或氢氧化钡）和甲磺酸反应，重结晶后制得。它和硫酸反应，生成甲磺酸和硫酸钡。它的热分解产物是硫酸钡。